# چکمه‌کوی
چکمه‌کوی (ترکی استانبولی: Çekmeköy) از ناحیه‌های قسمت آسیایی استانبول که در استان استانبول از ناحیه مرمره قرار گرفته‌است. طبق آخرین سرشماری به سال ۲۰۱۲ میلادی این ناحیه ۱۹۳٬۱۸۲ نفر جمعیت دارد.